# 長野県長野東高等学校
長野県長野東高等学校（ながのけん ながのひがしこうとうがっこう）は、長野県長野市大字大豆島にある公立高等学校。

## 概要
全日制普通科を設置する。男女共学。長野県公立高等学校の通学区に関する規則改正に伴い、第3通学区（長野市、上水内郡）の高校志願者の収容力増を図る必要が生じ、旧長野市に高校を新設することになった。長野県内における県立普通科高等学校の設立は1923年（大正12年）以来のことであった。1974年（昭和49年）1月1日に設置され、同年4月1日開校した。
創立にあたっては、既存の高校が旧長野市の北西部に偏在していたことから、旧長野市の南東部に校地が求められた。かつては、女子がエンジ色、男子は黒上下の制服であった。文化祭は「東雲祭」（しののめさい）と称し、その名称は校名に由来する。

### 校章
- 円中のマークは、『東』をデザイン化したもの。その形状は太陽を、外輪は平和（和）を表現する。

### 教育目標
- 将来、国際的視野に立って社会の進展に貢献できる人材の育成に努める。このために明朗で秩序ある学校生活をとおして教養を高め、心身を鍛え、自主的で創造性豊かな人間形成を期す。

## 部活動

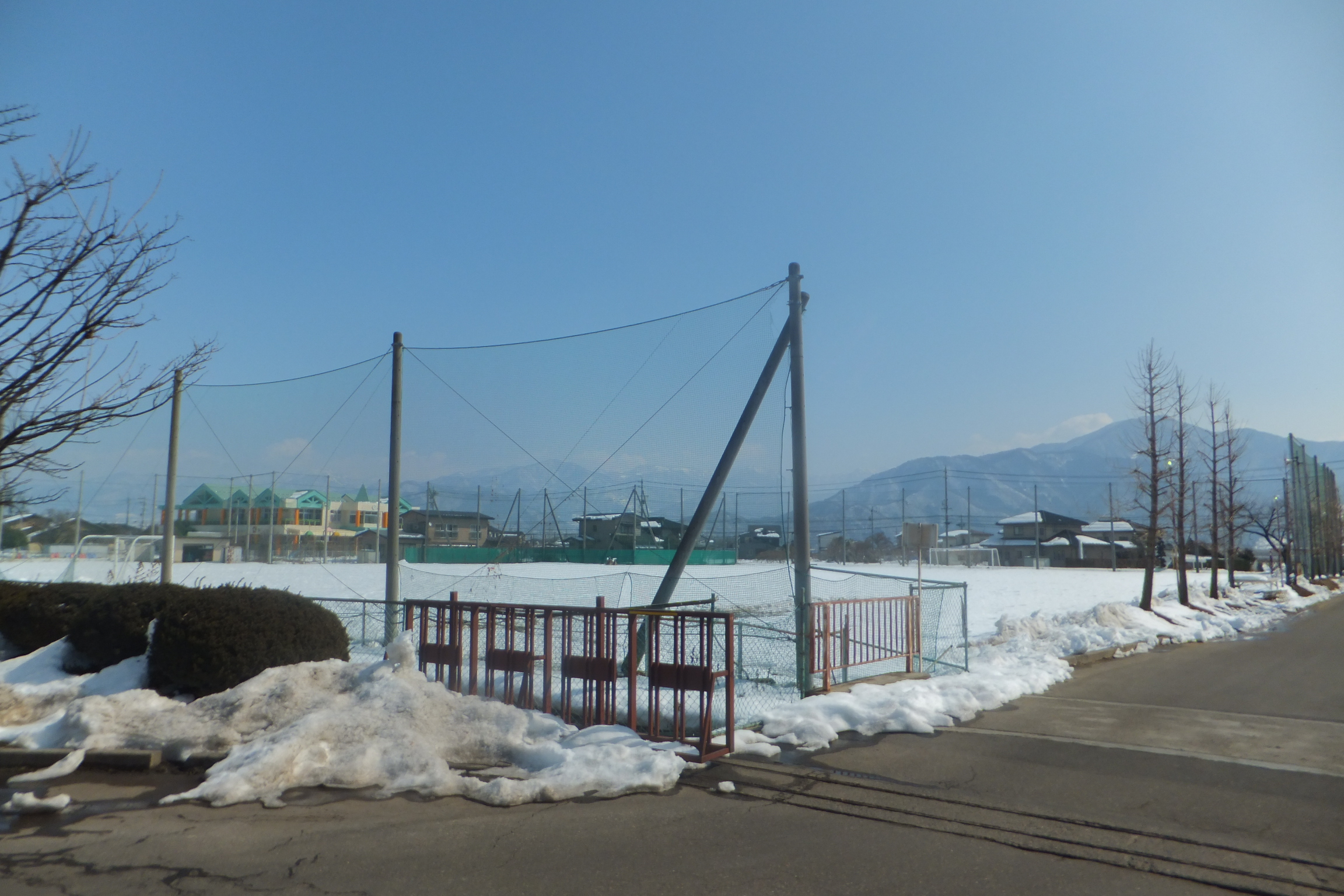
運動場

陸上競技部の女子駅伝は、2007年以来全国高等学校駅伝競走大会女子の部（全国高校女子駅伝）に連続出場ししている。公立校であるが故、留学生ランナーなどの補強が難しいなか2017年・2018年の2大会連続で準優勝をし、2022年大会で初優勝を飾る。県内で唯一の水球部が存在する。

## 沿革
- 1974年（昭和49年）4月1日 - 長野県長野東高等学校として開校。
- 2018年（平成30年）12月23日 - 全国高等学校駅伝競走大会女子の部で2年連続の準優勝。
- 2022年（令和4年）12月25日 - 全国高等学校駅伝競走大会女子の部で初優勝。

## 校歌・応援歌
- 校歌 - ウェイバックマシン（2007年3月21日アーカイブ分）作詞は谷川俊太郎、作曲は廣瀬量平。

## 著名な出身者
- 義家弘介（中退） - 政治家、衆議院議員・元参議院議員。元教員
- 伊藤かな恵 - 声優、歌手
- 清水まなぶ - シンガーソングライター
- 岩崎紘子 - ライター、タレント
- 小田切亜希 - 陸上競技（中・長距離走）選手。高校2年時に長野東が全国高校女子駅伝に初出場。
- 細田あい - 陸上競技（中・長距離走）選手
- 和田有菜 - 陸上競技（中・長距離走）選手。高校3年時に全国高校女子駅伝準優勝。
- 小林成美 - 陸上競技（中・長距離走）選手。和田の1学年下で高2・高3時に同準優勝。
- 萩谷楓 - 陸上競技（中・長距離走）選手。和田の1学年下で同様に高2・高3時に同準優勝。但し高1・2時は補欠メンバーだった。
- 高松いずみ - 陸上競技（中・長距離走）選手。和田の2学年下で同様に高1・高2時に同準優勝。

## 交通
- 長野駅より82・82B 須坂駅行、または綿内駅行に乗車して長野東高校前バス停下車[2]。